# Целувката на жената-паяк (филм)
„Целувката на жената-паяк“ (на английски: Kiss of the Spider Woman) е драматичен филм от 1985 година на режисьора Хектор Бабенко.

## Сюжет
Внимание:  Текстът по-долу разкрива сюжета на произведението (или части от него)!
По време на бразилската военна диктатура двама души се оказват в една и съща затворническа килия: революционерът Валентин Ареги и хомосексуалистът Луис Молина, осъдени за „развращаване на непълнолетен мъж“.

## Актьорски състав
| Актьор           | Роля                                                                 |
| ---------------- | -------------------------------------------------------------------- |
| Уилям Хърт       | Луис Молина – хомосексуален затворник                                |
| Раул Хулия       | Валентин Ареги – революционен затворник                              |
| Соня Брага       | Лени Ламезон / Марта / Жената-паяк                                   |
| Хосе Левгой      | надзирател                                                           |
| Милтън Гонсалвес | таен полицай                                                         |
| Мириам Пирес     | майката на Молина                                                    |
| Нуно Леал Мая    | Габриел – приятел на Молина                                          |
| Фернандо Торес   | Америка                                                              |
| Патрисио Бисо    | Грета                                                                |
| Херсон Капри     | Вернер – немският любовник на Лени и началник на контраразузнаването |
| Дениз Дюмон      | Мишел – най-добрата приятелка на Лени                                |
| Нилдо Паренте    | лидер на Съпротивата                                                 |
| Антонио Петрин   | Клишоног – боец от Съпротивата                                       |
| Уилсън Грей      | Лакей – боец от Съпротивата                                          |
| Мигел Фалабела   | лейтенант                                                            |
| Ана Брага        | Лидия – приятелката на Валентин                                      |
| Серджо Като      | Мартим – приятел на Молина                                           |